# Gevangenpoort

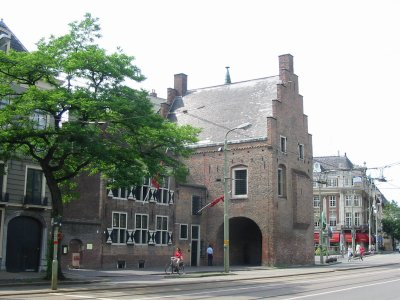
Gevangenpoort (2003)

Der Gevangenpoort, ein ehemaliges Tor der Stadtbefestigung der Residenz Den Haag, befindet sich im Norden des Buitenhofes.
Heute ist in dem restaurierten Gebäude das Museum für Stadtgeschichte und historische Rechtskunde untergebracht. Es wurde zum Rijksmonument erklärt. 
1296 wurde das Gebäude als Tor und Wachstube des Grafenschlosses (Binnenhof) errichtet. Im 15. Jh. wurden hier ein Gefängnis und ein Gräfliches Zwinggericht eingerichtet. In den Kerkern und Folterkammern wurden hauptsächlich politische und prominente Gefangene interniert und der "hochnotpeinlichen Befragung" unterzogen.
1672 wurden hier die Brüder Cornelis de Witt und Johan de Witt wegen eines angeblichen Anschlags auf Prinz Wilhelm III. ermordet. Ein Denkmal nördlich des Gebäudes gedenkt Johan de Witts.
In den einstigen Zellen und Folterkammern sind heute Gemälde, Stiche und Gegenstände zu Folter und Rechtspflege zu sehen. Neben Streckbänken, Prügelböcken, die bei Auspeitschungen verwandt wurden, und verschiedenen Zangen und Instrumenten kann man auch historische Dokumente zur Gefangenschaft der Gebrüder de Witt besichtigen. 
In einem ehemaligen Nebengebäude des Gevangenpoort befindet sich eine zum Museum Mauritshuis gehörende Gemäldesammlung, die Schilderijengalerij Prins Willem V. Offiziell als Empfangssalon des Prinzen Wilhelm V. 1773 erbaut, war das Gebäude an bestimmten Tagen des Jahres der Öffentlichkeit zugänglich und gilt damit als das erste Museum der Niederlande. Im Stil des 17. und 18. Jhs. zeigt es in seinen Räumen, von der Decke bis zum Boden dicht gedrängt, holländische Malerei dieser Zeit.